# Ladislav Chudík
Ladislav Chudík (ur. 27 maja 1924 w Hroncu, zm. 29 czerwca 2015 w Bratysławie) – słowacki aktor teatralny i filmowy. 

## Życiorys
Przez lata związany ze Słowackim Teatrem Narodowym w Bratysławie. W latach 1989–1990 był ministrem kultury.
W Polsce znany przede wszystkim z roli doktora Karola Sovy (seniora) w czechosłowackim serialu Szpital na peryferiach (1977 i 1981; reż. Jaroslav Dudek). Wystąpił także w kontynuacji serialu Szpital na peryferiach po dwudziestu latach (2003; reż. Hynek Bočan).
W 2010 roku otrzymał nagrodę Czeski Lew za najlepszą rolę drugoplanową w filmie Czeski błąd. Ostatnią rolę zagrał w polsko-czesko-słowackim filmie Czerwony kapitan.
29 czerwca 2015 zmarł w szpitalu w Bratysławie w wyniku komplikacji związanych z zapaleniem płuc. Przeżył 91 lat.

## Odznaczenia i nagrody
- Order Ľudovíta Štúra I Klasy – 1998[1]
- Medal Za Zasługi I Stopnia – 2003, Czechy[2]
- Krištáľové krídlo – 2002[3]

## Upamiętnienia
Na polanie pod szczytem góry Hájny Grúň (832 m n.p.m.) w Rudawach Weporskich, ok. 4 km na południe od rodzinnego Hronca, znajduje się oryginalny pomnik, poświęcony pamięci wybitnego aktora, na którym przypomniano jego najbardziej znane role. Jego imieniem nazwano też jedno ze źródeł na terenie wsi, u wylotu doliny potoku Osrblianka (Prameň Ladislava Chudíka, popularnie "Chudíčka"), obmurowane w latach 2004/2005 i zaopatrzone w pamiątkową tabliczkę.